# Paul Hamm
Paul Elbert Hamm (24 settembre 1982) è un ex ginnasta statunitense.
Ha partecipato a due edizioni dei giochi olimpici (2000 e 2004) conquistando tre medaglie, tutte nell'edizione 2004 svoltasi ad Atene.

## Palmarès
Olimpiadi
- 3 medaglie:
  - 1 oro (concorso individuale a Atene 2004)
  - 2 argenti (concorso a squadre a Atene 2004, sbarra a Atene 2004).

Mondiali
- 5 medaglie:
  - 2 ori (concorso individuale a Anaheim 2003, corpo libero a Anaheim 2003)
  - 2 argenti (concorso a squadre a Gand 2001, concorso a squadre a Anaheim 2003)
  - 1 bronzo (corpo libero a Debrecen 2002).